# Kremsmünster
Kremsmünster osztrák mezőváros Felső-Ausztria Kirchdorf an der Krems-i járásában. 2019 januárjában 6578 lakosa volt. Kremsmünster 777-ben alapított bencés apátságáról ismert.  

## Elhelyezkedése

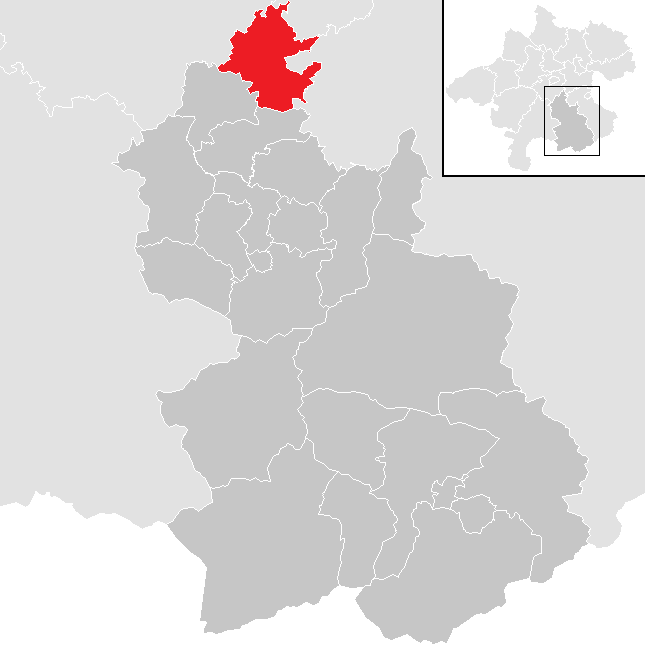
Kremsmünster a Kirchdorf an der Krems-i járásban

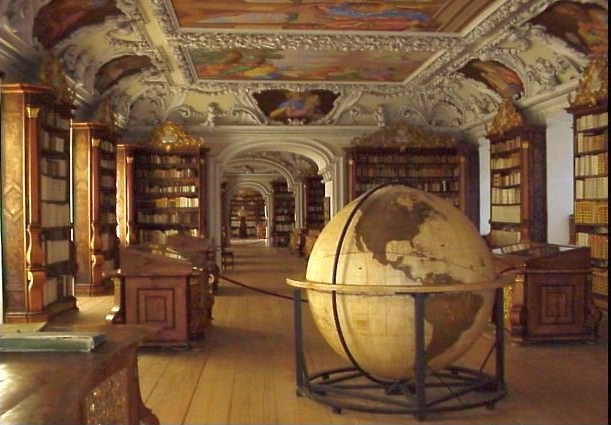
Az apátsági könyvtár

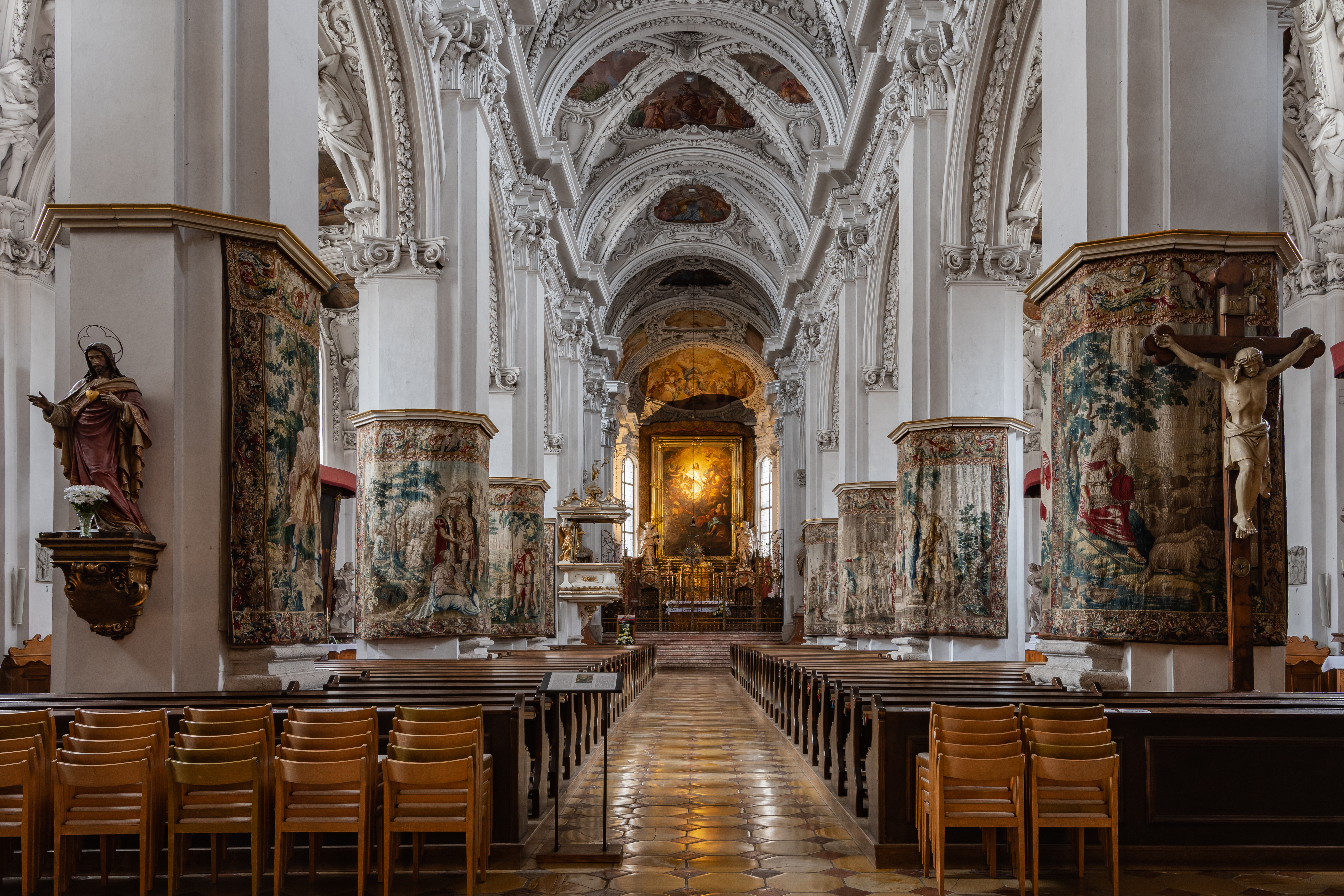
Az apátsági templom

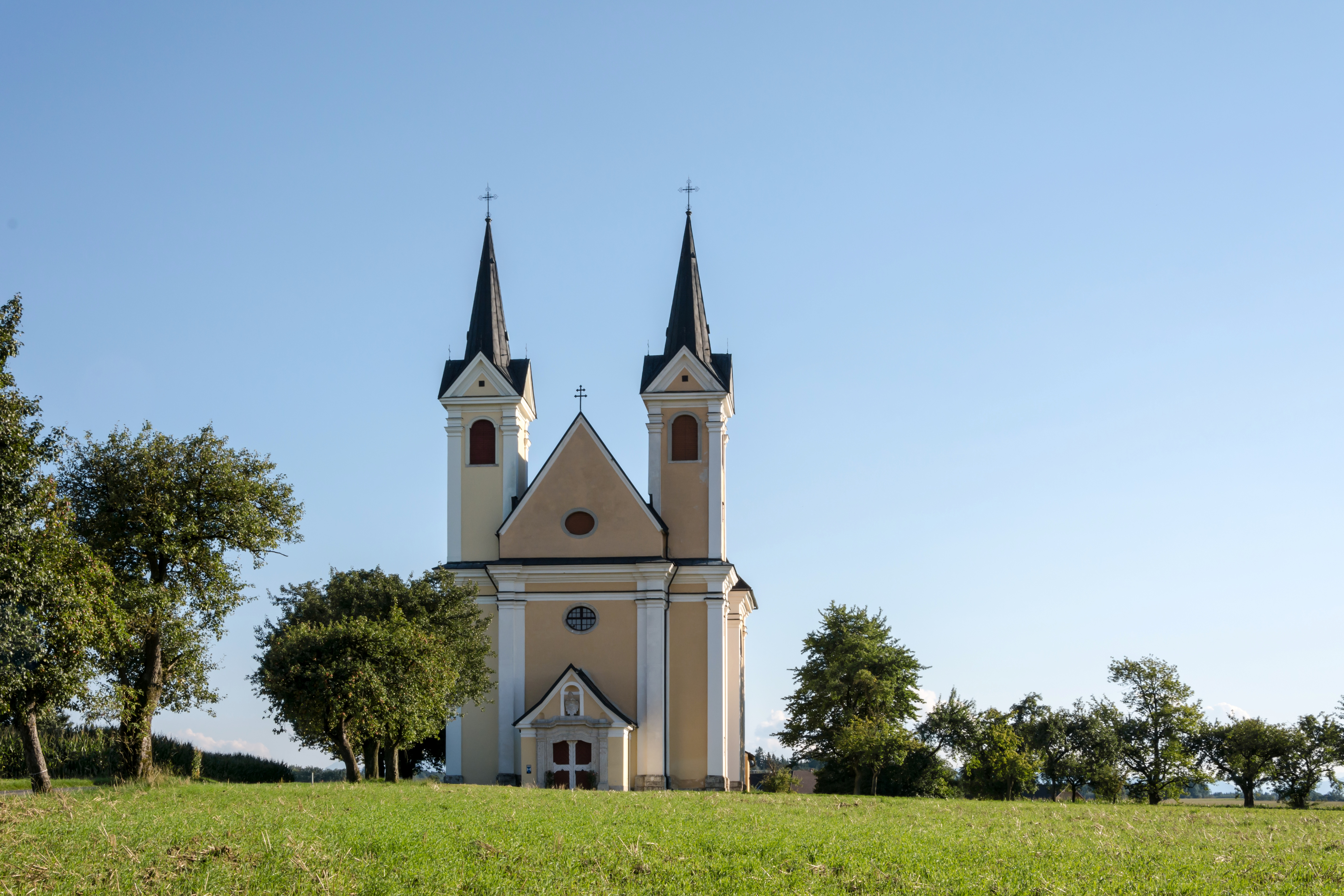
A heiligenkreuzi kegytemplom

Kremsmünster Felső-Ausztria Traunviertel régiójában fekszik a Krems folyó mentén. Területének 16,2%-a erdő és 71,9% áll mezőgazdasági művelés alatt. Legmagasabb pontja a Gusterberg (488 m). Az önkormányzat 22 településrészt, illetve falut egyesít: Au, Dehenwang, Dirnberg, Egendorf, Grub, Guntendorf, Heiligenkreuz, Helmberg, Irndorf, Kirchberg, Kremsegg, Kremsmünster, Krift, Krühub, Mairdorf, Oberburgfried, Oberrohr, Pochendorf, Regau, Schürzendorf, Unterburgfried és Wolfgangstein. 
A környező önkormányzatok: délre Wartberg an der Krems, délnyugatra Ried im Traunkreis, északnyugatra Sattledt, északra Sipbachzell, északkeletre Kematen an der Krems, keletre Rohr im Kremstal, délnyugatra Bad Hall és Pfarrkirchen bei Bad Hall.

## Története
A kremsmünsteri benedekrendi apátságot III. Tasziló bajor herceg alapította 777-ben. A kolostor 1299-es urbáriuma szerint ekkor a mellette lévő falu – amelyet ekkor említenek először írásban – 40 házat számlált és három malom is működött benne. 1382-ben III. Albert herceg a kolostor környékét a szokásos adóktól és vámoktól mentes övezetté nyilvánította. 1489-ben III. Frigyes császár az apát kérésére a településnek mezővárosi jogokat adományozott. 1542-ben a szerzetesek papírmalmot létesítettek, ez volt az első ilyen üzem Felső-Ausztriában. A 18. században egy textilüzemmel egészült ki a kolostor ipari tevékenysége. 
1759-ben a kolostor mellett megépült a csillagvizsgáló ( az ún. "matematikai torony"), Európa első toronyháza.   
1850-ben az országos közigazgatási reformot követően megalakult a mezővárosi önkormányzat, amely 1879-ben kettévált Kremsmünster-Land és Kremsmünster-Markt-ra. 1893-ban a település csatlakozott a vasúti hálózathoz, 1899-ben parafagyár létesült, 1910-ben pedig bevezették a villanyvilágítást.
1938-ban, miután Ausztria csatlakozott a Német Birodalomhoz, Kremsmünster-Land és Kremsmünster-Markt önkormányzatokat ismét egyesítették; egyúttal Sattledt önállósult és Kremsmünster pedig a Kirchdorf an der Krems-i járáshoz került át. A második világháborút követően keleti, többek között besszarábiai német menekülteket fogadtak be és a település lakossága negyedével nőtt. A háború utáni összeírás során 285 volt náci párttagot regisztráltak.    

## Lakosság
A kremsmünsteri önkormányzat területén 2019 januárjában 6578 fő élt. A lakosságszám 1961 óta gyarapodó tendenciát mutat. 2017-ben a helybeliek 84%-a volt osztrák állampolgár; a külföldiek közül 1,7% a régi (2004 előtti), 8,2% az új EU-tagállamokból érkezett. 4,2% a volt Jugoszlávia (Szlovénia és Horvátország nélkül) vagy Törökország, 1,9% egyéb országok polgára volt. 2001-ben a lakosok 85,9%-a római katolikusnak, 2,7% evangélikusnak, 3,3% ortodoxnak, 3% mohamedánnak, 3,9% pedig felekezeten kívülinek vallotta magát. Ugyanekkor 26 magyar élt a mezővárosban; a legnagyobb nemzetiségi csoportokat a német (86,4%) mellett a horvátok (7,5%) és a szerbek (2,9%) alkották.
A lakosság számának változása:

| 2016 | 6 538 |
| 2018 | 6 585 |

## Látnivalók

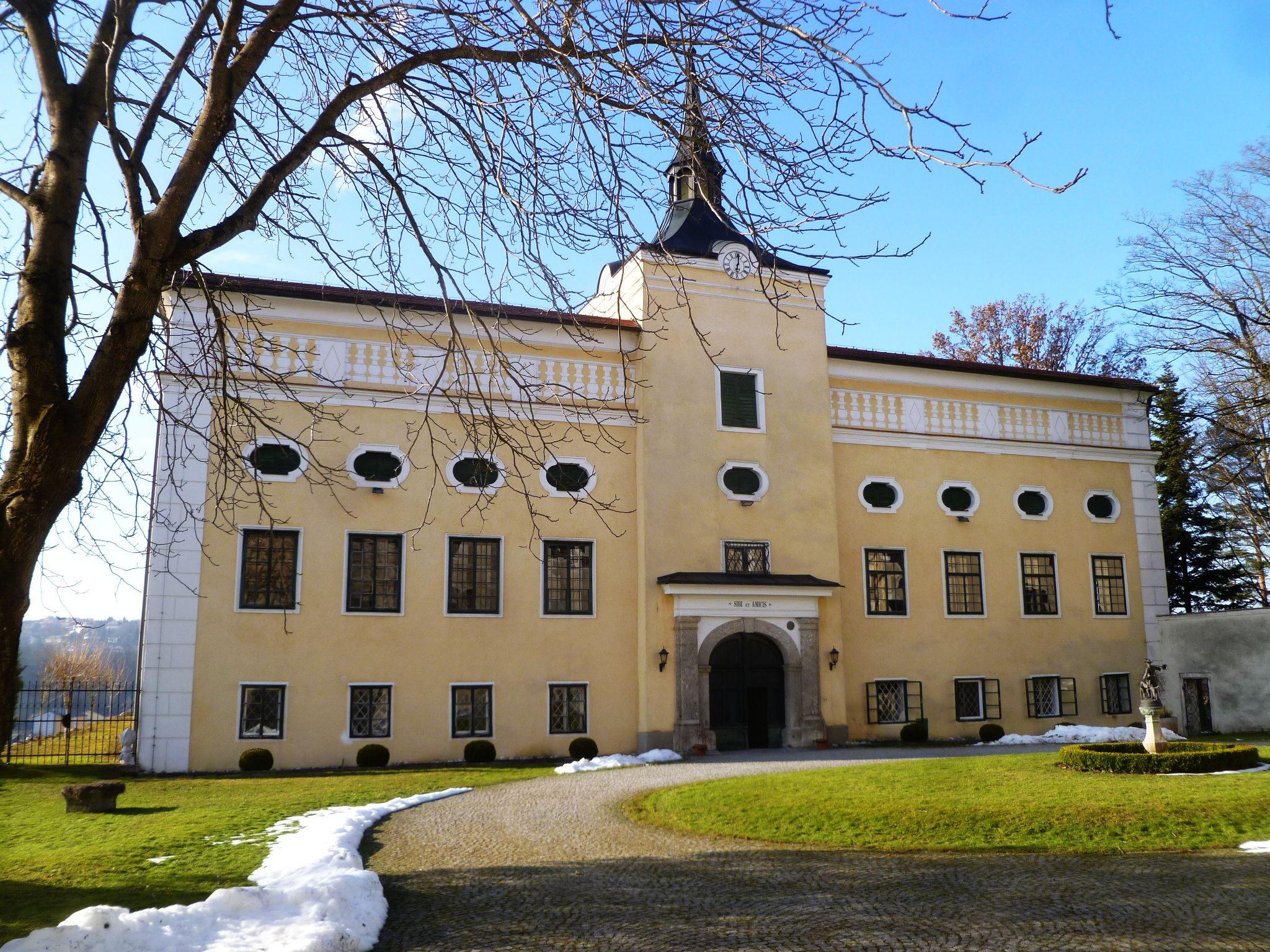
A kremseggi kastély

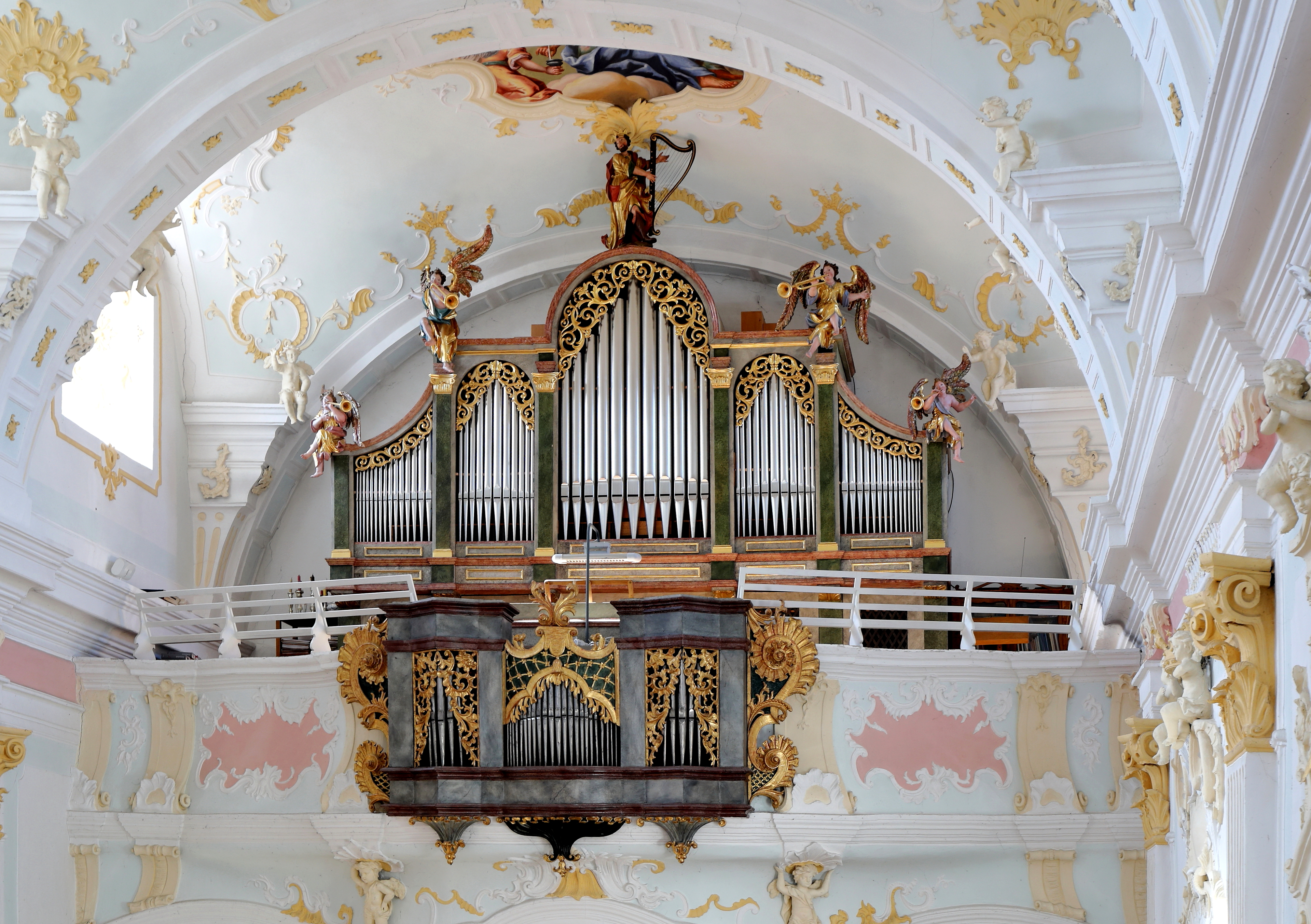
A kirchbergi templom orgonája

- a kremsmünsteri apátság 1200 éve folyamatosan működik (kivéve az 1940-1945 közötti éveket a náci rezsim idején). Értékes művészeti gyűjteménnyel rendelkezik, itt látható többek között a 780-ból származó úm. Tasziló-kehely. Az apátsági templomban található Tasziló fiának, Gunthernek jelképes sírja, fedőlapján 1304 előtti szoboralakkal. Könyvtárában 160 ezer kötet található, így az ország legnagyobb könyvtárainak egyike. Oszlopcsarnokokkal körbevett belső haltároló medencéjét Carlo Antonio Carlone (1692) és Jakob Prandtauer (1717) tervezte.
- az apátsági csillagvizsgáló
- a kirchbergi Szt. István-templom a tartomány legszebb rokokó templomai közé tartozik
- a kálváriahegyi kápolna
- a heiligenkreuzi kegytemplom
- a kremseggi kastélyban ma hangszermúzeum található
- a Tötenhengst színház az ország legrégebbi, ma is aktív amatőr színháza

## Fordítás
- Ez a szócikk részben vagy egészben  a   Kremsmünster című német Wikipédia-szócikk ezen változatának fordításán alapul.  Az eredeti cikk szerkesztőit annak laptörténete sorolja fel. Ez a jelzés csupán a megfogalmazás eredetét és a szerzői jogokat jelzi, nem szolgál a cikkben szereplő információk forrásmegjelöléseként.